# Tirà torrenter alablanc
El tirà torrenter alablanc (Fluvicola pica) és un ocell de la família dels tirànids (Tyrannidae).

## Hàbitat i distribució
Habita aiguamolls, pantans, canyars, zones amb matolls prop de l'aigua, localment a les terres baixes des de l'est de Panamà i nord i est de Colòmbia, cap a l'est, a través de Veneçuela i Trinitat fins Guaiana i l'extrem nord del Brasil.